# Rhinagrion hainanense
Rhinagrion hainanense är en trollsländeart som beskrevs av Wilson och Reels 2001. Rhinagrion hainanense ingår i släktet Rhinagrion och familjen Megapodagrionidae. IUCN kategoriserar arten globalt som livskraftig. Inga underarter finns listade i Catalogue of Life.